# Nationaal park Blå Jungfrun
Nationaal park Blå Jungfrun (Zweeds: Blå Jungfruns Nationalpark) is een onbewoond Zweeds eilandje met een oppervlakte van 198 hectare in de Oostzee tussen Småland en Öland. Het park werd opgericht in 1926. Het hoogste punt is 86,5 meter en van juni tot en met augustus kan het vanuit Oskarshamn of Byxelkrok bezocht worden. De overtocht duurt vijf uur.
Het eilandje staat onder meer bekend omdat het volgens de mythe verzamelplaats is voor heksen die er op witte donderdag de heksensabbat vieren. Op het eiland ligt een labyrint dat voor het eerst in 1741 door Linnaeus bij zijn bezoek aan dat eiland beschreven werd. Wie stenen meeneemt van het eiland wordt volgens de legende getroffen door ongeluk.

## Geologie
Het eiland bestaat voornamelijk uit graniet. Desondanks zijn er veel grotten. De grootste is Jungfrukammaren op het zuidoostelijk deel van het eiland. Deze grot is ca 6 meter diep en 4 meter hoog.